# Petovia perversaria
Petovia perversaria là một loài bướm đêm trong họ Geometridae.